# هیکی‌کوموری

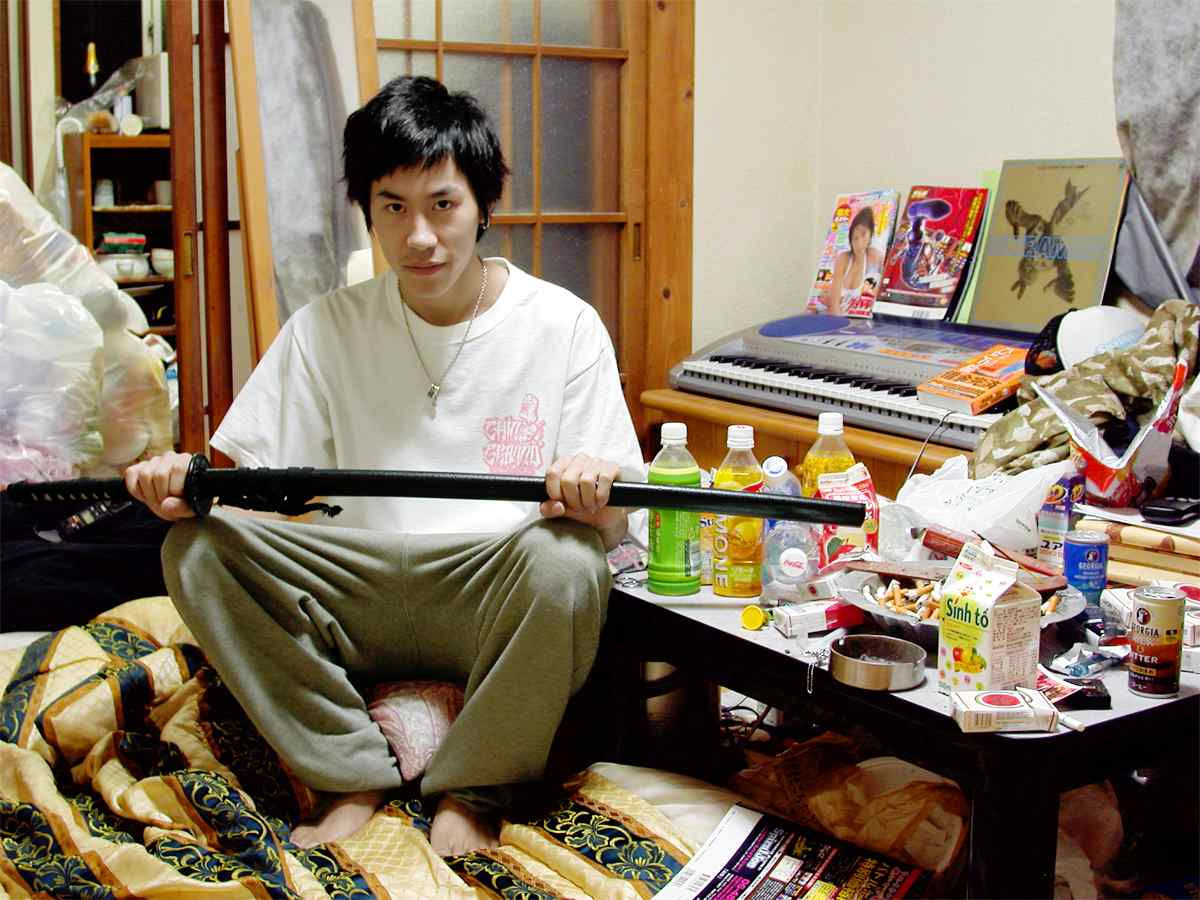
یک مرد جوان ژاپنی در سال ۲۰۰۴ که به سبک هیکی‌کوموری زندگی می‌کند

هیکی‌کوموری (به ژاپنی: ひきこもり or 引き籠もり, Hikikomori) واژه‌ای ژاپنی است که به افراد به‌شدت گوشه‌گیر گفته می‌شود. هیکی‌کوموری در لغت به معنی کناره گرفتن و محصور شدن است. ایشان کسانی هستند که به طور کامل از جامعه خود بریده‌اند و در تنهایی و انزوای اتاق خود به یک فعالیت سرگرم‌کننده مثل بازی‌های ویدئویی مشغولند. این افراد به وسیله یک پدر نسبتاً ثروتمند و پول‌ساز و یک مادر بیش از حد دلسوز پشتیبانی می‌شوند. تعداد مردان هیکی‌کوموری بسیار بالاتر از زنان است.

## گستردگی
طبق آمار دولتی ژاپن در سال ۲۰۱۰، نزدیک به ۷۰۰،۰۰۰ نفر هیکی‌کوموری با میانگین سن ۳۱ سال در ژاپن زندگی می‌کنند. در میان آن‌ها افرادی وجود دارند که در نزدیکی سن ۴۰ سالگی هستند و در حدود ۲۰ سال از عمر خود را هیکی‌کوموری بوده‌اند و به آن‌ها نسل اولیه هیکی‌کوموری‌ها گفته می‌شود. طبق پژوهش‌های دولتی، نزدیک به ۱،۵ میلیون نفر نیز در آستانه تبدیل شدن به هیکی‌کوموری هستند.
تاماکی سایتو، کسی که اولین بار این نام را برای آن‌ها به‌کار برده، تعداد آن‌ها را نزدیک به یک میلیون نفر (نزدیک به ۱٪ کل جمعیت ژاپن) برآورد کرده اما عنوان کرده با توجه به اینکه والدین هیکی‌کوموری‌های جوان از بیان مشکل خود با فرزندانشان ابا دارند، بیان دقیق تعداد آن‌ها سخت است.